# Diócesis de Canterbury
La Diócesis de Canterbury (en inglés: Diocese of Canterbury) es una jurisdicción eclesiástica de la Iglesia de Inglaterra, fundada en 597 por San Agustín, fungiendo como tal, con el título de la  más antigua diócesis de Inglaterra y tiene un lugar especial en la vida de la Iglesia nacional y mundial. Con su icónica Catedral, forma un punto focal para la vida de toda la Comunión Anglicana, ofreciendo un hogar espiritual y un lugar de peregrinación para personas de todas las naciones y ámbitos de la vida.
Su sede en la capital del condado de Kent es reconocido como el "Jardín de Inglaterra" y este corazón rural es fundamental para su identidad, sin embargo, las comunidades a las que apoyan son muy diversas. La  diócesis se extiende desde Maidstone hasta Thanet, desde la isla de Sheppey hasta Romney Marsh. Configurada con más de 350 millas de costa con puertos históricos y centros turísticos costeros, junto con comunidades rurales, ciudades de mercado y desarrollos urbanos de cinturones de cercanías. Las áreas prósperas a menudo se sientan junto a focos de privación importante, ofreciendo un contexto de misión emocionante y desafiante.
El Informe de los Comisionados designados por Su Majestad para investigar los Ingresos Eclesiásticos de Inglaterra y Gales (1835) señaló que los ingresos anuales netos de la sede de Canterbury eran £ 19.182.  Esto la convirtió en la diócesis más rica de Inglaterra.

## Obispos
El obispo diocesano es el arzobispo de Canterbury, cargo actualmente en vacancia. Sin embargo, debido a sus roles como obispo metropolitano de la provincia de Canterbury, Primado de toda Inglaterra y "primer obispo" de la Comunión Anglicana mundial , el arzobispo (cuya residencia principal está en Lambeth Palace en Londres) a menudo está fuera de la diócesis. Por lo tanto, su obispo sufragáneo, el Obispo de Dover (actualmente Rose Hudson-Wilkin ), está facultado de muchas maneras para actuar casi como si fuera el obispo diocesano.
La provincia tuvo entre 1944 y 2009 un segundo obispo sufragáneo de enfoque local, el obispo de Maidstone, suspendido en noviembre de 2010. Tres sufragáneos tienen sedes nominales en la diócesis: los obispos de Ebbsfleet, Richborough y (desde 2014) Maidstone que son provinciales visitantes episcopales con un enfoque más amplio que la diócesis.
Además del arzobispo y el obispo de Dover, tres obispos asistentes honorarios supervisan y ofician. La supervisión episcopal alternativa (para las parroquias de la diócesis que rechazan el ministerio de sacerdotes que son mujeres) la proporciona el visitador episcopal provincial (PEV), el obispo sufragáneo de Richborough, Norman Banks. Hay tres obispos asistentes honorarios con licencia en la diócesis:
- 2003-presente: Michael Turnbull, ex obispo jubilado de Durham y obispo de Rochester , vive en Sandwich.
- 2008-presente: Richard Llewellin, ex obispo jubilado de Lambeth (jefe de personal del arzobispo en Lambeth Palace) y ex obispo de Dover, vive en Canterbury.
- 2009-presente: Graham Cray, arzobispo misionero retirado y líder del equipo de expresiones frescas y ex obispo sufragáneo de Maidstone vive en Harrietsham.

## Estructura diocesana
A efectos organizativos, la diócesis se divide en tres arcediáconios,  contienen un total de quince decanatos:
| Diócesis               | Archidiáconias          | Decanatos rurales              |
| ---------------------- | ----------------------- | ------------------------------ |
| Diócesis de Canterbury | Arcediano de Canterbury | Decanato de Canterbury         |
| Diócesis de Canterbury | Arcediano de Canterbury | Decanato de East Bridge        |
| Diócesis de Canterbury | Arcediano de Canterbury | Decanato de Reculver           |
| Diócesis de Canterbury | Arcediano de Canterbury | Decanato de Thanet             |
| Diócesis de Canterbury | Arcediano de Canterbury | Decanato de West Bridge        |
| Diócesis de Canterbury | Arcediano de Ashford    | Decanato de Ashford            |
| Diócesis de Canterbury | Arcediano de Ashford    | Decanato de Dover              |
| Diócesis de Canterbury | Arcediano de Ashford    | Decanato de Elham              |
| Diócesis de Canterbury | Arcediano de Ashford    | Decanato de Romney y Tenterden |
| Diócesis de Canterbury | Arcediano de Ashford    | Decanato de Sandwich           |
| Diócesis de Canterbury | Arcediano de Maidstone  | Decanato de Maidstone          |
| Diócesis de Canterbury | Arcediano de Maidstone  | Decanato de North Downs        |
| Diócesis de Canterbury | Arcediano de Maidstone  | Decanato de Ospringe           |
| Diócesis de Canterbury | Arcediano de Maidstone  | Decanato de Sittingbourne      |
| Diócesis de Canterbury | Arcediano de Maidstone  | Decanato de Weald              |